# Saskia de Jonge
Saskia Klazina de Jonge (Scheerwolde, 22 november 1986) is een Nederlandse zwemster. Ze vertegenwoordigde haar vaderland op de Olympische Zomerspelen 2008 in Peking. Momenteel traint ze bij het RTC in Drachten onder leiding van Kees Robbertsen, eerder trainde ze onder leiding van Martin Truijens bij het Nationaal Zweminstituut Amsterdam. Ze is lid van zwemvereniging ’t Tolhekke.

## Carrière
Bij haar internationale debuut, op de Europese kampioenschappen kortebaanzwemmen 2006 in Helsinki, strandde De Jonge in de series van de 50 en de 100 meter vrije slag, samen met Inge Dekker, Chantal Groot en Marleen Veldhuis veroverde ze de zilveren medaille op de 4x50 meter vrije slag.
Tijdens de Europese kampioenschappen kortebaanzwemmen 2007 zwom de Nederlandse samen met Ranomi Kromowidjojo, Chantal Groot en Femke Heemskerk in de series van de 4x50 meter vrije slag, in de finale sleepte Kromowidjojo samen met Inge Dekker, Hinkelien Schreuder en Marleen Veldhuis de Europese titel in de wacht. Voor haar aandeel in de series ontving De Jonge eveneens de gouden medaille, samen met Ranomi Kromowidjojo, Jolijn van Valkengoed en Chantal Groot werd ze uitgeschakeld in de series van de 4x50 meter wisselslag.
Op de Europese kampioenschappen zwemmen 2008 in Eindhoven zwom De Jonge time-trials op de 100 en de 200 meter vrije slag, met haar tijd op de 200 meter vrije slag dwong ze kwalificatie af voor de Olympische Zomerspelen van 2008 op de 4x200 meter vrije slag estafette. In Manchester nam de Nederlandse deel aan de wereldkampioenschappen kortebaanzwemmen 2008, op dit toernooi strandde ze in de series van de 200 meter vrije slag. Op de 4x100 meter vrije slag zwom ze samen met Femke Heemskerk, Jolijn van Valkengoed en Hinkelien Schreuder in de series, in de finale legden Heemskerk en Schreuder samen met Inge Dekker en Marleen Veldhuis beslag op de wereldtitel. Voor haar aandeel in de series werd De Jonge beloond met een gouden medaille. Samen met Hinkelien Schreuder, Jolijn van Valkengoed en Chantal Groot zwom ze in de series van de 4x100 meter wisselslag, in de finale eindigden Schreuder en Van Valkengoed samen met Inge Dekker en Marleen Veldhuis op de vierde plaats. Tijdens de Spelen strandde De Jonge samen met Femke Heemskerk, Ranomi Kromowidjojo en Manon van Rooijen in de series van de 4x200 meter vrije slag. Op de Europese kampioenschappen kortebaanzwemmen 2008 in Rijeka werd de Nederlandse uitgeschakeld in de series van de 200 meter vrije slag. Op de 4x50 meter vrije slag zwom ze samen met Ranomi Kromowidjojo, Clarissa van Rheenen en Chantal Groot in de series, in de finale veroverde Kromowidjojo samen met Hinkelien Schreuder, Inge Dekker en Marleen Veldhuis de Europese titel. Samen met Ranomi Kromowidjojo, Moniek Nijhuis en Hinkelien Schreuder zwom ze in de series van de 4x50 meter wisselslag, in de finale sleepten Kromowidjojo, Nijhuis en Schreuder samen met Marleen Veldhuis de Europese titel in de wacht. Voor haar aandeel in de series van beide estafettes mocht De Jonge twee gouden medailles in ontvangst nemen.
In Rome nam De Jonge deel aan de wereldkampioenschappen zwemmen 2009, op dit toernooi strandde ze samen met Femke Heemskerk, Inge Dekker en Chantal Groot in de series van de 4x200 meter vrije slag. Tijdens de Europese kampioenschappen kortebaanzwemmen 2009 werd de Nederlandse uitgeschakeld in de series van de 50, 100 en 200 meter vrije slag, op de 4x50 meter vrije slag legde ze samen met Inge Dekker, Hinkelien Schreuder en Ranomi Kromowidjojo beslag op de Europese titel. Samen met Ranomi Kromowidjojo, Moniek Nijhuis en Chantal Groot zwom ze in de series van de 4x50 meter wisselslag, in de finale veroverden Kromowidjojo en Nijhuis samen met Hinkelien Schreuder en Inge Dekker de Europese titel. Voor haar aandeel in de series werd De Jonge beloond met een gouden medaille.
Op de Europese kampioenschappen zwemmen 2010 in Boedapest strandde De Jonge in de series van de 200 meter vrije slag, op de 4x100 meter vrije slag eindigde ze samen met Ilse Kraaijeveld, Elise Bouwens en Femke Heemskerk op de zesde plaats. In Eindhoven nam ze deel aan de Europese kampioenschappen kortebaanzwemmen 2010. Op dit toernooi zwom ze samen met Inge Dekker, Ilse Kraaijeveld en Marleen Veldhuis in de serie van de 4x50 meter vrije slag, in de finale sleepte Dekker samen met Femke Heemskerk, Hinkelien Schreuder en Ranomi Kromowidjojo de Europese titel in de wacht. Voor haar inspanningen in de series ontving De Jonge eveneens de gouden medaille.
April 2016 maakte Saskia de Jonge bekend een punt te zetten achter haar  zwemloopbaan. Per 3 oktober is Saskia talentcoach geworden bij het talentcentrum DAW Alkmaar en vervangt daar Ronald Stolk.

## Resultaten

### Internationale toernooien
| Jaar | Olympische Spelen            | WK langebaan          | WK kortebaan | EK langebaan                             | EK kortebaan |
| ---- | ---------------------------- | --------------------- | --- | ---------------------------------------- | --- |
| 2006 |                              |                       | geen deelname | geen deelname                            | 22e 50m vrije slag · 18e 100m vrije slag · 4x50m vrije slag                                                                          |
| 2007 |                              | geen deelname         | |                                          | 4x50m vrije slag · De Jonge zwom enkel de series · 10e 4x50m wisselslag                                                              |
| 2008 | 11e 4x200m vrije slag        |                       | 18e 200m vrije slag · 4x100m vrije slag · De Jonge zwom enkel de series · 4e 4x100m wisselslag · De Jonge zwom enkel de series | De Jonge zwom enkel in de time-trials    | 18e 200m vrije slag · 4x50m vrije slag · De Jonge zwom enkel de series · 4x50m wisselslag · De Jonge zwom enkel de series            |
| 2009 |                              | 10e 4x200m vrije slag | |                                          | 24e 50m vrije slag · 27e 100m vrije slag · 20e 200m vrije slag · 4x50m vrije slag · 4x50m wisselslag · De Jonge zwom enkel de series |
| 2010 |                              |                       | geen deelname | 36e 200m vrije slag 6e 4x100m vrije slag | 4x50m vrije slag · De Jonge zwom enkel de series                                                                                     |
| 2012 | 2e reserve 4x100m vrije slag |                       | |                                          | |

### Nationale titels
- Nederlands kampioene 50m vrije slag 2006, 2009
- Nederlands kampioene 100m vrije slag 2006

## Persoonlijke records
Bijgewerkt tot en met 3 december 2011

### Kortebaan
| Afstand         | Tijd    | Datum            | Plaats    |
| --------------- | ------- | ---------------- | --------- |
| 50m vrije slag  | 24,91   | 19 december 2008 | Amsterdam |
| 100m vrije slag | 53,77   | 21 december 2008 | Amsterdam |
| 200m vrije slag | 1.56,24 | 20 december 2008 | Amsterdam |

### Langebaan
| Afstand         | Tijd    | Datum           | Plaats    |
| --------------- | ------- | --------------- | --------- |
| 50m vrije slag  | 25,52   | 19 april 2009   | Amsterdam |
| 100m vrije slag | 55,28   | 19 maart 2008   | Eindhoven |
| 200m vrije slag | 2.00,18 | 3 december 2011 | Eindhoven |